# 帯淳子
帯 淳子（おび じゅんこ、1955年〈昭和30年〉1月16日 - ）は、日本のフリーアナウンサー。東京都世田谷区生まれ。

## 人物・経歴
1955年1月16日午前4時56分東京都世田谷区生まれ。母は小説家の帯正子。
1974年にポリドールから「はじめての日から」で歌手デビュー。
1975年、玉川大学文学部芸術学科を中退し、ヤマナカプロモーションに所属。大学在学中から青森放送のラジオ番組『ビバ・サタディナイト』のDJを担当し、一躍東北地方のアイドルとなる。
1976年にTBS系のワイドショー『奥様8時半です』の｢ザ・スクープ｣のコーナーのレポーターで、テレビ初出演。以後、NHKの『日曜家族スタジオ』や『こども面白館』などに主演後、1978年4月～1984年3月、『600 こちら情報部』のキャスターに抜擢された。
2017年6月、NHK『ひるまえほっと』の「発掘！お宝番組」に『600…』で共演していた鹿野浩四郎とともに出演した。

## 出演番組
- 600 こちら情報部
- ニュースの窓
- なるほど!ザ・ワールド（フジテレビ）海外リポーター